# Мироненко, Сергей Игоревич
Мироненко Сергей Игоревич (р. 1959, Москва) — художник, художник-график, дизайнер, автор объектов и инсталляций, участник перформансов, представитель московского концептуализма.

## Биография
Родился в 1959 году в Москве. В 1966 году вместе с братом-близнецом Владимиром поступил во французскую спецшколу № 16, где познакомился со Свеном Гундлахом — будущим партнером по творческой деятельности. В 1981 г. закончил постановочный факультет Школы-студии МХАТ, где учился с братом и Константином Звездочетовым, вместе они организовали художественную группу «Мухоморы». Группа просуществовала с 1978 по 1984, на протяжении этого времени Мироненко — активный участник всех акций группы и выставок в квартирной галерее «АПТ-АРТ» Никиты Алексеева.
В 1983-84 годах, во время репрессий в отношении группы, работает главным художником в Заполярном театре драмы в Воркуте. В 1984-м возвращается в Москву, официально работает главным художником в журнале «Природа» (1985-87 гг), с 1987 — член «Клуба авангардистов» (КЛАВА), в 1989—1990 гг. стипендиат the Pollock-Krasner Foundation (США), с 1993 член Союза художников России. 
В конце 1980-х — начале 1990х Мироненко был инициатором создания художественных сквотов (творческих мастерских): сначала в Фурманом переулке (1986—1990), после — на Чистопрудном бульваре (просуществовал с 1990 до 1994 года). 
В период Перестройки Сергей Мироненко остро реагирует на ситуацию в политической жизни страны. В 1988-89 гг. художник осуществил проект «Президентская кампания», под лозунгом «Сволочи, во что страну превратили!» предлагает себя в качестве «первого свободного кандидата в президенты СССР». 
В 1996 году Мироненко становится участником реальной политической кампании: в качестве дизайнера работает в предвыборном штабе Б. Н. Ельцина, за что получает именную благодарственную грамоту с подписью Президента России.
В 1990-е годы Мироненко работает в коммерческом дизайне, учреждает компанию Image Design Group (с 1996 года), занимающуюся строительством и дизайном интерьеров, полиграфическим дизайном, дизайном художественных выставок. Среди проектов компании оформление выставки «Когда Россия говорила по-французски. Париж — Санкт-Петербург. 1800—1830 годы» (Собор Дома инвалидов, Париж, 2003), дизайн «Международного театрального фестиваля им. А. П. Чехова» (Москва).
В начале 2000-х гг. возвращается к индивидуальному творчеству, сотрудничает с галереей Е. К. АртБюро, где в 2003 году проводит персональную выставку.
Участвовал в I, III и V Московских биеннале современного искусства, в арт-ярмарке АртМосква (2010).
Работы С.Мироненко представлены в коллекциях Государственной Третьяковской галереи, Московского музея современного искусства, Государственного Русского музея, Центра Жоржа Помпиду (Париж), Музея Людвига в Ахене (Германия), the Jane Voorhees Zimmerli Art Museum (Нью-Джерси, США), the Nasher Museum of Art at the Duke University in North Carolina (США), National Gallery of Victoria (Австралия), Szépművészeti Múzeum (Музей изобразительных искусств, Будапешт, Венгрия).
Живёт и работает в Москве.

## Персональные выставки
- 2009 — The Elements. Айдан галерея. В рамках параллельной программы III Московской биеннале современного искусства. Москва
- 2003 — Квартирная выставка. ЕКАртБюро. Москва
- 1992 — Групповая выставка. Первая галерея. Москва
- 1992 — Krings-Ernst Galerie. Кельн, Германия
- 1990—1991 — ERCC (Espace regional de la creation contemporaine). Марсель, Франция
- 1990 — Столетие модернизма. Krings-Ernst Galerie. Кельн, Германия
- 1989 — Агитпункт. Pelin Gallery. Хельсинки, Финляндия

## Групповые выставки (выборочно)
2016
- Коллекция! Центр Жоржа Помпиду (Париж)

2015
- В поле зрения 1986—1992, Фонд «Екатерина» (спецпроект 6-й Московской биеннале), Москва
- Мухомор. Золотой диск и другие выходки, Галерея Пересветов переулок, Москва

2014
- Ostwärts. Freiheit, Grenzen, Projektionen, Ludwig Forum Aachen, Германия

2013
- Реконструкции. Фонд «Екатерина», Москва
- Шоссе энтузиастов. 13-е Биеннале архитектуры в Венеции
- Михаил Горбачев. Perestoika, МультиМедиаАрт музей, Москва
- Поле действии. Московская концептуальная школа и её контекст 70-80 годы XX века, Фонд культуры «Екатерина», Москва

2011
- Михаил Горбачёв. Perestroika. Мультимедиа Арт Музей. Москва

2010
- Поле действия. Московская концептуальная школа и её контекст, 70-80 годы XX века. Фонд культуры Екатерина. Москва
- The New Décor. Центр современной культуры Гараж. Москва
- Glasnost. Soviet Non-Conformist Art from the 1980s. Haunch of Venison. Лондон

2009
- Русский леттризм. Центральный дом художника. Москва
- Мертвые души. Государственный Литературный музей. Москва

2007—2008
- Соц-Арт. Политическое искусство в России. Государственная Третьяковская галерея. Москва

2007
- Maison Rouge. Париж
- Горе от ума. Государственный Литературный музей. Москва

2006
- Осторожно, стекло. ГМИИ им. Пушкина, Музей личных коллекций. Москва

2005
- APTART. История. 1982—1984. Е. К. АртБюро (совместно с Фондом Художественные проекты). В рамках спецпроекта I Московской международной биеннале современного искусства. Москва
- Квартирные выставки. 1956—1979. Музейный центр РГГУ, Музей Другое искусство (коллекция Л. Талочкина). Спецпроект I Московской международной биеннале современного искусства. Москва
- Сообщники. Коллективные и интерактивные произведения в русском искусстве 1960—2000-х годов. В рамках I Московской международной биеннале современного искусства. Государственная Третьяковская галерея. Москва
- Русский ПОП-АРТ. Государственная Третьяковская галерея. Москва; галерея Michela Rizzo. Венеция, Италия

2004
- Группа Мухомор. Е. К. АртБюро. Москва

2003—2004
- Moskuer Conceptualizmus. Kupferstichkabinett. Берлин, Германия

2000
- Динамические пары. ЦВЗ Манеж. Москва; Нижегородский филиал ГЦСИ. Нижний Новгород; Пушкинская, 10. Санкт-Петербург, Россия

1999—2000
- Безумный двойник. Выставка смешного искусства / Le Fou dedouble. L`idiotie comme strategie contemporain. Центральный дом художника. Москва; Областной художественный музей. Самара; Центральный выставочный зал. Нижний Новгород; Château d’Orion. Уарон, Франция

1999
- Русское искусство конца 1950 — начала 1980-х годов (от абстракции до концептуализма). Центральный дом художника. Москва

1998—2001
- Родина. Дом-музей И. Е. Репина (филиал Самарского областного художественного музея). Село Ширяево, Самарская область, Россия

Выставка к 20-летию группы Мухомор. Галерея Дар. Москва
1997
- История в лицах. Художественный музей. Новосибирск; Картинная галерея. Нижний Новгород; Областной художественный музей. Самара; Художественный музей. Екатеринбург; Пермь
- Я шагаю по Москве. В рамках Форума художественных инициатив. Малый Манеж. Москва

1996
- Fluxus: вчера, сегодня, завтра. История без границ. Центральный дом художника. Москва
- КЛАВА-96. Выставка Института современного искусства и Клуба авангардистов. Выставочный зал Пролетарского района в Пересветовом переулке. Москва
- From GULAG to Glasnost. Nancy and Norton Dodge collection. Zimmerly Art Muzeum. Rutgers, The State University of New Jersey, New Brunswick. Нью-Джерси, США

1995
- Kunst im verborgenen. Nonkonformisten Russland 1957—1995.
- Wilhelm-Hack Museum, Людвигсхафен; Documenta-Halle, Кассель; Staatliches Lindenau Museum. Альтенбург, Германия
- in Moskau … in Moskau … Badischer Kunstverein. Карлсруэ, Германия
- Сухая вода. Бахчисарайский музей-заповедник. Бахчисарай, Украина
- No Man’s Land. Contemporary Art Center Nikolaj. Копенгаген, Дания

1994
- Fluchtpunkt Moskau. Ludwig Forum fuer Internationale Kunst. Аахен, Германия
- Прыжок в пустоту: Художник вместо произведения. Центральный дом художника. Москва

1993
- Коллекция современного искусства РИНАКО. Центральный дом художника. Москва; Espace d’exposition, Caisse des Depots et Consignations. Париж, Франция
- Искусство как власть. Власть как искусство. Центральный дом художника. Москва
- Монументы: Трансформация для будущего. Выставка International Curators Inc. и московского Института современного искусства. Центральный дом художника. Москва; The World Trade Center. Нью-Йорк, США
- 5 художников Айдан галереи. Центральный дом художника. Москва

1992—1993
- Соц-арт. Музей В. И. Ленина. Москва

1991
- In de USSR en Erbuteiten. Stedelijk Museum. Амстердам, Нидерланды
- The End of the Century. National Gallery. Рейкьявик, Исландия
- Artistos russos contemporaneous. Auditorio de Galicia. Сантьяго-де-Компостела, Испания
- 100 % MAKE UP, Фабрика Эстетики. Tendentse Alessi. Италия
- Москва MANI Museum — 40 Moskauer Kunstler. Karmelitenkloster. Франкфурт-на-Майне, Германия

1990—1991
- Made in Formani. City Gallery. Мельбурн, Австралия
- Erosion. Soviet Conceptual Art and Photography of the 1980s. The Pekka Halonen Collection. Amos Anderson Museum. Хельсинки, Финляндия
- Графика 20 московских художников. Domberger Galerie. Штутгарт, Германия

1989—1990
- UdSSR Heute. Sammlung Ludwig. Neue Galerie, Sammlung Ludwig. Аахен, Германия; Musеe d’Art Moderne. Сент-Этьен, Франция

1989
- Momentaufhahme: Junge Kunst aus Moskau. Alte Stadtmuseum, Мюнстер;
- Stapelhaus Frankenwerft (BBK). Кельн;
- Ravensberger Spinnerei. Биллефельд, Германия
- Muveszet helyet Muveszet / Art instead of Art. Музей Mucsarnok. Будапешт, Венгрия
- Jenseits des Streites. Krings-Ernst Galerie. Кельн, Германия
- Furmanny zaulek. Old Norblin’s Manufacture (Dawne Zaklady Norblina). Варшава, Польша

1986
- Oh, Malta. Посольство Республики Мальта. Москва

1984—1985
- APTART: Moscow Vanguard in the ‘80s. Contemporary Russian Art ofAmerica. Нью-Йорк; Washington Project for the Arts. Вашингтон, США